# Orlamünde
Orlamünde is een gemeente in de Duitse deelstaat Thüringen, en maakt deel uit van de Saale-Holzland-Kreis.
Orlamünde telt 1.087 inwoners. De rivier  Saale stroomt door de gemeente.